# George S. Kaufman
Pour les articles homonymes, voir Kaufman.
George S. Kaufman (parfois crédité George Kaufman) est un dramaturge, librettiste, metteur en scène, directeur de théâtre, producteur, acteur, réalisateur, scénariste, critique dramatique et humoriste américain, né George Simon Kaufman à Pittsburgh (Pennsylvanie) le 16 novembre 1889 et mort à New York le 2 juin 1961.

## Biographie
George S. Kaufman est l'auteur de nombreuses pièces de théâtre, le plus souvent en collaboration avec d'autres (Marc Connelly, Moss Hart ou Edna Ferber en particulier), fréquemment jouées à Broadway, la première en 1918. On lui doit aussi les livrets ou les sketches (eux-aussi écrits avec des collaborateurs) de plusieurs comédies musicales ou revues, présentées de même à Broadway, la première en 1922. Il est également metteur en scène, surtout sur des productions auxquelles il participe comme auteur, mais pas exclusivement. Citons la comédie musicale Blanches Colombes et Vilains Messieurs (Guys and Dolls), créée à Broadway en 1950, qui lui permet de gagner l'année suivante un Tony Award, pour sa mise en scène. Toujours au théâtre, il a en outre des activités de producteur, de directeur artistique et d'acteur.
Bon nombre de ces pièces et comédies musicales seront ensuite adaptées au cinéma. Notamment, l'une des rares pièces que George S. Kaufman a écrites seul, The Butter and Egg Man (créée à Broadway en 1925), sera transposée à six reprises. Autre exemple, la pièce Vous ne l'emporterez pas avec vous (You can't take it with you), écrite en collaboration avec Moss Hart — créée à Broadway en 1936, et qui vaut en 1937 le Prix Pulitzer (catégorie drame) à leurs auteurs —, est portée à l'écran en 1938, sous la direction de Frank Capra. En marge de ces adaptations, Kaufman réalise (expérience unique) un film en 1947 et contribue à titre original à quelques autres. Ainsi, il est scénariste d’Une nuit à l'opéra (A Night at the Opera), sorti en 1935, mettant en vedette les Marx Brothers — avec lesquels il avait d'abord collaboré au théâtre dans les années 1920, sur deux comédies musicales, elles aussi adaptées au cinéma. 
En 1994, George S. Kaufman est personnifié par David Thornton dans Mrs Parker et le Cercle vicieux d'Alan Rudolph, film évoquant l'Algonquin Round Table, cercle littéraire dont il était membre.

## Théâtre (à Broadway)
(comme auteur, sauf mention contraire ou complémentaire)

### Pièces
- 1918 : Some One in the House (coauteurs : Larry Evans et W. C. Percival), avec Robert Barrat, Lynn Fontanne
- 1921-1922 : Dulcy (coauteur : Marc Connelly), mise en scène de Howard Lindsay, avec Lynn Fontanne, Howard Lindsay, Elliott Nugent
- 1922 : To the Ladies (coauteur : Marc Connelly), mise en scène de Howard Lindsay, avec Helen Hayes, Otto Kruger
- 1922-1923 : Merton of the Movies (coauteur : Marc Connelly)
- 1923 : The Deep Tangled Wildwood (coauteur : Marc Connelly), avec James Gleason
- 1924-1925 : Minick (coauteur : Edna Ferber)
- 1924-1925 : Beggar on Horseback (coauteur : Marc Connelly), avec George Barbier, Spring Byington, Greta Nissen (créditée Grethe Ruzt-Nissen), Roland Young
- 1925-1926 : The Butter and Egg Man, mise en scène de James Gleason[3]
- 1926 : The Good Fellow (coauteur : Herman J. Mankiewicz), avec Jean Adair, Walter Baldwin, Victor Kilian (+ metteur en scène, conjointement avec Howard Lindsay)
- 1927-1928 : The Royal Family (coauteur : Edna Ferber), avec Otto Kruger
- 1928-1929 : The Front Page de Ben Hecht et Charles MacArthur, avec Walter Baldwin, George Barbier, Joseph Calleia, Eduardo Ciannelli, Willard Robertson (comme metteur en scène)
- 1929 : The Channel Road (coauteur : Alexander Woollcott), avec Edmund Lowe, Edgar Stehli
- 1929-1930 : June Moon (coauteur : Ring Lardner), avec Jean Dixon, Norman Foster, Lee Patrick (+ metteur en scène)
- 1930 : Joseph de Bertram Bloch, avec Douglass Dumbrille, Ferdinand Gottschalk (comme metteur en scène)
- 1930-1931 : Once in a Lifetime (coauteur : Moss Hart), avec Spring Byington, Jean Dixon, Charles Halton, Oscar Polk (+ acteur)
- 1932 : Here Today de George Oppenheimer, avec Ruth Gordon (comme metteur en scène)
- 1932-1933 : Dinner at Eight (coauteur : Edna Ferber), avec Constance Collier, Paul Harvey, Sam Levene, Cesar Romero, Conway Tearle (+ metteur en scène)
- 1933-1934 : The Dark Tower (coauteur : Alexander Woollcott) (+ metteur en scène, conjointement avec A. Woollcott), avec Margalo Gillmore, Porter Hall, Margaret Hamilton
- 1934-1935 : Merrily We Roll Along (coauteur : Moss Hart), avec Walter Abel, Charles Halton, Jessie Royce Landis, Mary Philips (+ metteur en scène)
- 1935-1936 : First Lady (coauteur : Katharine Dayton), avec Don Beddoe (+ metteur en scène)
- 1935-1936 : Tomorrow's a Holiday de Leo Perutz et Hans Adler, adaptation de Romney Brent, production de John Golden et Joseph Schildkraut, avec Curt Bois, Charles Halton, J. Schildkraut (comme metteur en scène)

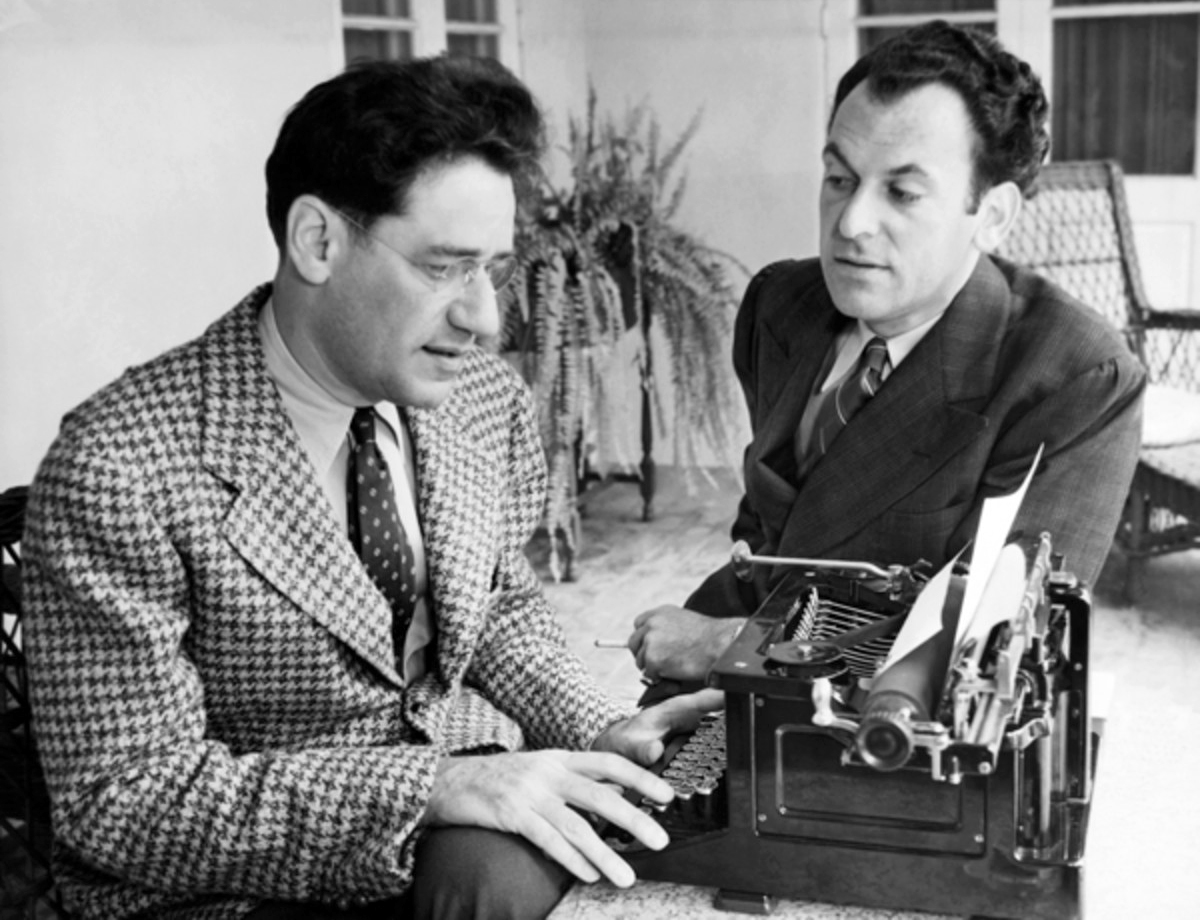
George S. Kaufman (à gauche) avec Moss Hart en 1937.

- 1936-1937 : Stage Door (coauteur : Edna Ferber), avec Tom Ewell, Lee Patrick, Margaret Sullavan (+ metteur en scène)
- 1936-1938 : Vous ne l'emporterez pas avec vous (You can't take it with you) (coauteur : Moss Hart), avec Josephine Hull, Oscar Polk, George Tobias, Henry Travers (+ metteur en scène)
- 1937-1938 : Des souris et des hommes (Of Mice and Men), adaptation du roman éponyme de John Steinbeck, avec Broderick Crawford, Wallace Ford, Claire Luce, Walter Baldwin (comme metteur en scène)
- 1938 : The Fabulous Invalid (en) (coauteur : Moss Hart) (+ metteur en scène)
- 1939 : The American Way (coauteur : Moss Hart), costumes d'Irene Sharaff, avec Florence Eldridge, Fredric March, Jack Arnold (+ metteur en scène)
- 1939-1941 : L'Homme qui vint dîner (The Man who came to dinner) (coauteur : Moss Hart), avec Monty Woolley (+ metteur en scène)
- 1940-1941 : George Washington slept here (coauteur : Moss Hart), avec Jean Dixon, Percy Kilbride, Ernest Truex (+ metteur en scène)
- 1940-1943 : My Sister Eileen de Joseph Fields et Jerome Chodorov, avec Shirley Booth, Morris Carnovsky, Gordon Jones, Richard Quine[4] (+ metteur en scène)
- 1941 : Mr. Big d'Arthur Sheekman et Margaret Shane, avec Hume Cronyn, Oscar Polk, Fay Wray (comme metteur en scène et producteur)
- 1941-1942 : The Land is bright (coauteur : Edna Ferber), costumes d'Irene Sharaff, avec Leon Ames, Hugh Marlowe, K. T. Stevens (+ metteur en scène)
- 1942-1944 : The Doughgirls de Joseph Fields, avec Virginia Field, Arlene Francis (comme metteur en scène)
- 1943 : The Naked Genius de Gypsy Rose Lee, avec Joan Blondell, Millard Mitchell (comme metteur en scène)
- 1944 : Over 21 de (et avec) Ruth Gordon (comme metteur en scène)
- 1944 : Erreurs amoureuses (While the Sun Shines) de Terence Rattigan, avec Melville Cooper (comme metteur en scène)
- 1944-1945 : The Late George Apley (coauteur : John P. Marquand), avec Leo G. Carroll (+ metteur en scène)
- 1945 : The Next Half Hour de Mary Chase, avec Jean Adair, Fay Bainter (comme metteur en scène)
- 1948 : Town House de Gertrude Tokonogy (comme metteur en scène)
- 1948 : Bravo ! (coauteur : (Edna Ferber), avec Oscar Homolka, Edgar Stehli (+ metteur en scène)
- 1949 : Metropole de William Walden, avec Arlene Francis, Royal Dano, Lee Tracy (comme metteur en scène)
- 1950 : Intermezzo (The Enchanted) de Jean Giraudoux, adaptation de Maurice Valency, musique de scène de Francis Poulenc, avec Russell Collins, Charles Halton, Una O'Connor (comme metteur en scène)
- 1951 : The Small Hours (coauteurs : Heywood Hale Broun et Leueen MacGrath[5]) (+ metteur en scène)
- 1952 : Fancy Meeting you again (coauteur : Leueen MacGrath), avec Walter Matthau, Robert Earl Jones (+ metteur en scène)
- 1953-1955 : Une Cadillac en or massif (The Solid Gold Cadillac) (coauteur : Howard Teichmann), avec Josephine Hull (+ metteur en scène)
- 1957-1958 : Romanoff and Juliet de Peter Ustinov, avec Elizabeth Allen, Fred Clark, Jack Gilford, Natalie Schafer, Peter Ustinov (comme metteur en scène)

### Comédies musicales
- 1923 : Helen of Troy, New York, musique et lyrics de Bert Kalmar et Harry Ruby, livret de G. S. Kaufman et Marc Connelly, avec Queenie Smith
- 1924 : Be Yourself, musique de Lewis E. Gensler et Milton Schwarzwald, lyrics et livret de G. S. Kaufman et Marc Connelly, lyrics additionnels d'Ira Gershwin, avec Queenie Smith
- 1925-1926 : The Cocoanuts, musique et lyrics d'Irving Berlin, livret de G. S. Kaufman, costumes de Charles Le Maire, avec les Marx Brothers, Margaret Dumont
- 1928-1929 : Animal Crackers, musique et lyrics de Bert Kalmar et Harry Ruby, livret de G. S. Kaufman et Morrie Ryskind, avec les Marx Brothers, Margaret Dumont
- 1930 : Strike Up the Band, musique de George Gershwin, lyrics d'Ira Gershwin, livret de G. S. Kaufman et Morrie Ryskind, costumes de Charles Le Maire
- 1931-1933 : Of Thee I Sing, musique de George Gershwin, lyrics d'Ira Gershwin, livret de G. S. Kaufman et Morrie Ryskind, costumes de Charles Le Maire, avec Victor Moore
- 1933-1934 : Let 'Em Eat Cake, musique de George Gershwin, lyrics d'Ira Gershwin, livret de G. S. Kaufman et Morrie Ryskind, avec Victor Moore (+ metteur en scène)
- 1937-1938 : I'd rather be right, musique de Richard Rodgers, lyrics de Lorenz Hart, livret de G. S. Kaufman et Moss Hart, costumes d'Irene Sharaff, avec George M. Cohan (+ metteur en scène)
- 1945 : Hollywood Pinafore, d'après l'opérette H.M.S. Pinafore (musique d'Arthur Sullivan, livret de William S. Gilbert), adaptation du livret et lyrics de G. S. Kaufman, avec Victor Moore (+ metteur en scène)
- 1950-1953 : Blanches colombes et vilains messieurs (Guys and Dolls), musique et lyrics de Frank Loesser, livret d'Abe Burrows et Jo Swerling, chorégraphie de Michael Kidd, avec Robert Alda, Vivian Blaine, Stubby Kaye, Sam Levene (comme metteur en scène)
- 1955-1956 : Silk Stockings, musique et lyrics de Cole Porter, livret de G. S. Kaufman, Leueen MacGrath et Abe Burrows, d'après l'histoire Ninotchka[6] de Melchior Lengyel, avec Don Ameche, Hildegard Knef
- 1946-1947 : Park Avenue, musique d'Arthur Schwartz, lyrics d'Ira Gershwin, livret de G. S. Kaufman et Nunnally Johnson, avec David Wayne, Raymond Walburn (+ metteur en scène)

### Revues
- 1922 : The '49ers, musique d'Arthur Samuels et Lewis E. Gensler, lyrics de Morrie Ryskind, sketches de divers, dont G. S. Kaufman, Dorothy Parker, Marc Connelly, avec Roland Young, Howard Lindsay (+ metteur en scène, conjointement avec M. Connelly et H. Lindsay)
- 1931-1932 : The Band Wagon, musique d'Arthur Schwartz, lyrics d'Howard Dietz, livret (sketches) de G. S. Kaufman et H. Dietz, avec Adele et Fred Astaire, Helen Broderick, Tilly Losch, Frank Morgan
- 1932-1933 : Flying Colors, musique, lyrics et livret d'Arthur Schwartz et Howard Dietz (sketch On the American Plan coécrit par G. S. Kaufman), mise en scène de H. Dietz, avec Charles Butterworth, Clifton Webb
- 1932-1933 : Face the Music, musique et lyrics d'Irving Berlin, livret de Moss Hart, avec Mary Boland, Oscar Polk (comme metteur en scène)
- 1938-1939 : Sing out the News, musique et lyrics de Harold Rome, sketches et mise en scène de Charles Friedman (avec la participation de G. S. Kaufman et Moss Hart), avec June Allyson, Rex Ingram, Hazel Scott (+ producteur, conjointement avec Max Gordon et M. Hart)
- 1944-1945 : Seven Lively Arts, musique et lyrics de Cole Porter, sketches de G. S. Kaufman, Moss Hart et Ben Hecht, musique de ballet d’Igor Stravinsky, direction musicale Maurice Abravanel, avec Benny Goodman, Bert Lahr

## Cinéma (sélection)
Adaptations de pièces, sauf mention contraire
- 1923 : Dulcy de Sidney Franklin (première adaptation de la pièce éponyme)
- 1923 : To the Ladies de James Cruze (d'après la pièce éponyme)
- 1924 : Merton of the Movies (Les Gaietés du cinéma) de James Cruze (première adaptation de la pièce éponyme)
- 1925 : Welcome Home de James Cruze (première adaptation de la pièce Minick)
- 1925 : Beggar on Horseback de James Cruze (d'après la pièce éponyme)
- 1928 : The Butter and Egg Man de Richard Wallace (première adaptation de la pièce éponyme)
- 1929 : Noix de coco (The Cocoanuts) de Robert Florey et Joseph Santley (d'après la comédie musicale éponyme)
- 1930 : Not So Dumb de King Vidor (deuxième adaptation de la pièce Dulcy)
- 1930 : L'Explorateur en folie (Animal Crackers) de Victor Heerman (d'après la comédie musicale éponyme)
- 1930 : The Royal Family of Broadway de George Cukor et Cyril Gardner (d'après la pièce The Royal Family)
- 1931 : June Moon de A. Edward Sutherland (première adaptation de la pièce éponyme)
- 1932 : The Expert d'Archie Mayo (deuxième adaptation de la pièce Minick)
- 1932 : The Tenderfoot (en) de Ray Enright (deuxième adaptation de la pièce The Butter and Egg Man)
- 1932 : Make Me a Star de William Beaudine (deuxième adaptation de la pièce Merton of the Movies)
- 1932 : Une fois dans la vie (Once in a Lifetime (en)) de Russell Mack (d'après la pièce éponyme)
- 1933 : Les Invités de huit heures (Dinner at Eight) de George Cukor (d'après la pièce éponyme)
- 1933 : Scandales romains (Roman Scandals) de Frank Tuttle (histoire originale)
- 1934 : L'Homme aux deux visages (The Man with Two Faces) d'Archie Mayo (d'après la pièce The Dark Tower)
- 1934 : Elmer and Elsie de Gilbert Pratt (histoire originale)
- 1935 : Une nuit à l'opéra (A Night at the Opera) de Sam Wood et Edmund Goulding (scénariste)
- 1937 : Blonde Trouble (en) de George Archainbaud (seconde adaptation de la pièce June Moon)
- 1937 : First Lady de Stanley Logan (d'après la pièce éponyme)
- 1937 : Dance Charlie Dance de Frank McDonald (troisième adaptation de la pièce The Butter and Egg Man)
- 1937 : Pension d'artistes (Stage Door) de Gregory La Cava (d'après la pièce éponyme)
- 1938 : Vous ne l'emporterez pas avec vous (You can't take it with you) de Frank Capra (d'après la pièce éponyme)
- 1940 : An Angel from Texas de Ray Enright (quatrième adaptation de la pièce The Butter and Egg Man)
- 1940 : Dulcy de S. Sylvan Simon (troisième adaptation de la pièce éponyme)
- 1942 : L'Homme qui vint dîner (The Man who came to dinner) de William Keighley (d'après la pièce éponyme)
- 1942 : Au pays du rythme (Star Spangled Rhythm) de George Marshall (sketches originaux)
- 1942 : La Maison de mes rêves (George Washington slept here) de William Keighley (d'après la pièce éponyme)
- 1947 : The Senator was indiscreet, avec William Powell, Ella Raines (réalisateur)
- 1947 : Un mariage à Boston (The Late George Apley) de Joseph L. Mankiewicz (d'après la pièce éponyme)
- 1947 : L'As du cinéma (Merton of the Movies) de Robert Alton (troisième adaptation de la pièce éponyme)
- 1949 : Dancing in the Dark d'Irving Reis (d'après la revue The Band Wagon)
- 1953 : Trois marins et une fille (Three Sailors and a Girl) de Roy Del Ruth (cinquième adaptation de la pièce The Butter and Egg Man)
- 1956 : Une Cadillac en or massif (The Solid Gold Cadillac) de Richard Quine (d'après la pièce éponyme)
- 1957 : La Belle de Moscou (Silk Stockings) de Rouben Mamoulian (d'après la comédie musicale éponyme)

## Récompenses
- Prix Pulitzer, catégorie drame (Prix Pulitzer de l'œuvre théâtrale) :
  - En 1932, pour la comédie musicale Of Thee I Sing (partagé avec Morrie Ryskind et Ira Gershwin) ;
  - En 1937, pour la pièce Vous ne l'emporterez pas avec vous (You can't take it with you) (partagé avec Moss Hart).
- 1951 : Tony Award de la meilleure mise en scène pour une comédie musicale ("Tony Award for Best Direction of a Musical") pour Blanches Colombes et Vilains Messieurs (Guys and Dolls), décerné lors de la 5e cérémonie des Tony Awards.